# Ranitomeya variabilis
Ranitomeya variabilis é uma espécie de anfíbio da família Dendrobatidae.
Ocorre no Brasil, no estado do Amazonas, na Colômbia, nos departamentos de Amazonas, Caquetá, Putumayo e Vaupés, no Equador, nos departamentos de Morona-Santiago, Napo, Orellana, Pastaza e Sucumbíos, e no Peru, nos departamentos de Amazonas, Loreto, San Martín e Ucayali.
Seus habitats naturais são florestas subtropicais ou tropicais húmidas de baixa altitude e regiões subtropicais ou tropicais húmidas de alta altitude. Está ameaçada por perda de habitat.